# روبرت تايلور (عداء سريع)
روبرت تايلور (بالإنجليزية: Robert Taylor)‏ هو عداء سريع أمريكي، ولد في 29 أبريل 1953.